# آردا آلدن گرین
آردا آلدن گرین (۷ مه ۱۸۹۹ – ۲۲ ژانویه ۱۹۵۸) یک زیست شیمی‌دان اهل ایالات متحده بود که به‌طور مشترک انتقال‌دهندهٔ عصبی سروتونین را کشف کرد و واکنشی را که مسئول زیست‌تابی کرم شب‌تاب است، شناسایی نمود. او همچنین برای مشارکت در تبیین چرخهٔ کوری توسط گرتی کوری و کارل کوری شناخته می‌شود و نشان داد که پی‌اچ چگونه بر توانایی هموگلوبین برای اتصال به اکسیژن و انتقال آن تأثیر می‌گذارد. او به‌دلیل دستاوردهایش، نشان مدال گاروان-اولین را از انجمن شیمی آمریکا دریافت کرد.

## اوایل زندگی و تحصیلات
آردا گرین در پراسپکت، پنسیلوانیا به دنیا آمد. پدر و مادر او ونس ای. گرین و ملوا استیونسون گرین بودند. پدرش شیمی تدریس می‌کرد و خواهرش، متا کلر گرین (لومیس)، دکترای فیزیک داشت. خانوادهٔ گرین در دوران کودکی آردا به ایالت کالیفرنیا نقل‌مکان کردند. آردا گرین در سال ۱۹۲۱ مدرک کارشناسی خود را در رشته‌های شیمی و فلسفه از دانشگاه کالیفرنیا، برکلی دریافت کرد. او تحصیل در رشتهٔ فلسفه را در مقطع تحصیلات تکمیلی ادامه داد، اما به‌زودی تمرکز خود را به سوی پزشکی تغییر داد. او در سال ۱۹۲۷ مدرک پزشکی خود را از دانشگاه جانز هاپکینز دریافت کرد.
او تحصیلات پزشکی خود را در برکلی آغاز کرد، اما به‌تشویق هربرت ام. ایوانز یک سال را صرف تحصیل زیر نظر ادوین جوزف کاهن، زیست‌شیمی‌دان پروتئین در دانشگاه هاروارد کرد. سپس تحصیلات پزشکی خود را در دانشگاه جانز هاپکینز به پایان رساند، جایی که در زمینهٔ هدایت الکتریکی الکترولیت‌ها در غشاها با لئونور میکایلیس کار کرد. و در سال ۱۹۲۷ فارغ‌التحصیل شد.

## حرفه
پس از تحصیل در مقطع تحصیلات تکمیلی، گرین به‌عنوان پژوهشگر فلوشیپ شورای تحقیقات ملی در پزشکی در دانشگاه هاروارد مشغول به کار شد و در آزمایشگاه ادوین کاهن کار می‌کرد و به‌ویژه در زمینهٔ توسعهٔ روش‌هایی برای جداسازی و تصفیهٔ پروتئین‌ها تخصص پیدا کرد. در دورهٔ زمانی از ۱۹۳۰ تا ۱۹۳۲، گرین تحقیقات خود را در مؤسسه اقیانوس‌شناسی وودز هول انجام داد. جایی که با آلفرد سی. ردفیلد بر روی تنفس در دلفین‌ها کار کرد. و پروژه‌ای بر روی هموگلوبین در برخی ماهی‌ها انجام داد. او با رونالد ام. فری بر روی وابستگی هموگلوبین به پی‌اچ همکاری کرد و بعدها به شناسایی حلالیت هموگلوبین و تعاملات آن با دی‌اکسید کربن و مونوکسید کربن ادامه داد. در مدت حضورش در هاروارد، او همچنین به‌عنوان پژوهشگر در آزمایشگاه لارنس جی. هندرسون کار کرد، هفت سال به‌عنوان همکار پژوهشی در رشتهٔ پزشکی کودکان مشغول بود و در کالج رادکلیف در رشتهٔ علوم زیست شیمی تدریس می‌کرد.
در سال ۱۹۴۱، او به دانشگاه واشینگتن در سنت لوئیس در میسوری منتقل شد، جایی که به‌عنوان استاد یار زیست‌شیمی با گرتی کوری و کارل کوری کار کرد. گرین فسفوریلاز خالص را ایزوله کرد، که آنزیم کلیدی در مسیر چرخه کوری است که مولکول ذخیره‌سازی قند گلیکوژن را تجزیه می‌کند و نقش مهمی در روشن کردن متابولیسم گلیکوژن ایفا کرد. در دانشگاه واشینگتن همچنین او سایر آنزیم‌های مهم متابولیکی از جمله آلدولاز، که فروکتوز را تجزیه می‌کند، خالص‌سازی کرد.
در سال ۱۹۴۵، او به هیئت علمی کلینیک کلیولند منصوب شد و با آروین پیج همکاری کرد. در کلیولند، او همراه با پیج و موریس ام. رپورت سروتونین، یک ترکیب آلی مهم، را کشف و نام‌گذاری کرد. او همچنین همراه با اف. ام. بامپوس مولکول‌های مهمی در تنظیم فشار خون از جمله آنگیوتانسینوژن (پیش‌ساز آنگیوتانسین) و آنگیوتونین (هایپرتانسیون) را ایزوله و مطالعه کرد.
حرفهٔ گرین در دانشگاه جانز هاپکینز به پایان رسید؛ او در سال ۱۹۵۳ شروع به مطالعهٔ شیمی بیولومینسنس با ویلیام دی. مک‌الروی در مؤسسه مک‌کالم-پرَت در آنجا کرد. او لوکفراز (آنزیم شیمیایی موجود در آتیش‌فشان‌ها) را ایزوله کرد، واکنشی که باعث درخشیدن آتیش‌فشان‌ها می‌شود را کشف کرد و کارهایی در زمینهٔ بیولومینسنس باکتریایی آغاز کرد، اما به‌دلیل بیماری نتوانست آن را کامل کند.
گرین در پاییز ۱۹۵۷ مدال گاروان-اولین را از انجمن شیمی آمریکا دریافت کرد. و این مدال به‌صورت پس از مرگ در آوریل ۱۹۵۸ به او اهدا شد.

## زندگی شخصی
گرین در ژانویه ۱۹۵۸ در اثر سرطان پستان در سن ۵۸ سالگی درگذشت.